# 6 Heures de Watkins Glen 2023
Navigation
Édition précédente Édition suivante
La 72e édition des 6 Heures de Watkins Glen se déroule du 22 juin 2023 au 25 juin 2023. Il s'agit de la cinquième manche du championnat WeatherTech SportsCar Championship 2023 et de la troisième manche de la mini série Michelin Endurance Cup (ou MEC).

## Circuit
Le Watkins Glen International (surnommé « The Glen ») est un circuit automobile situé près de Watkins Glen, dans l'État de New York aux États-Unis, à la pointe sud du Lac Seneca.

## Engagés

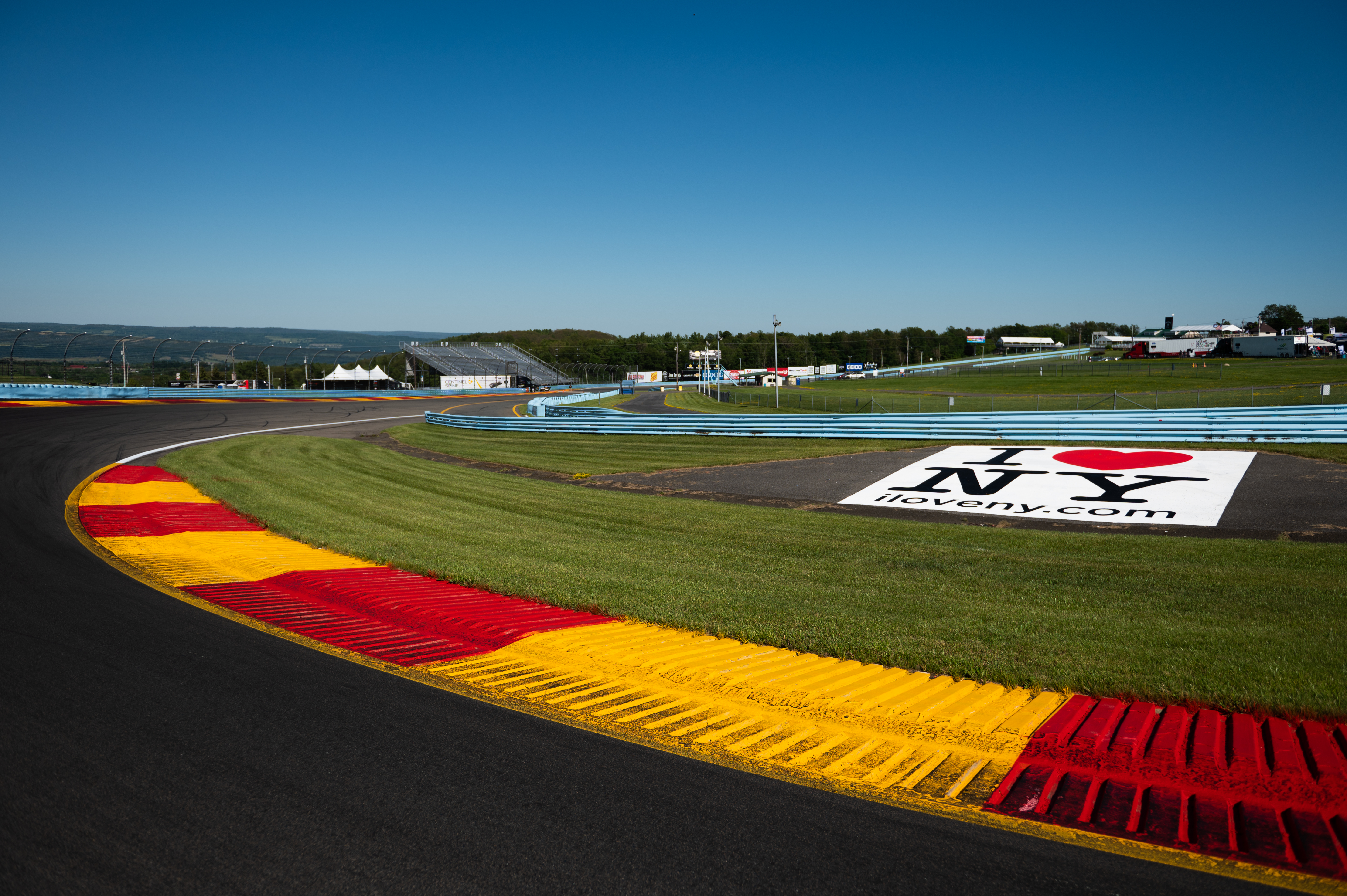
La piste de Watkins Glen International lors des 6 Heures de Watkins Glen 2021

La liste officielle des engagés était composée de 57 voitures, dont 9 en GTP, 9 en LMP2, 10 en LMP3, 9 en GTD Pro et 20 GTD,.

## Course

### Classement de la course
Voici le classement final au terme de la course.
- Les vainqueurs de chaque catégorie sont signalés par un fond jauni.
- Pour la colonne Pneus, il faut passer le curseur au-dessus du modèle pour connaître le manufacturier de pneumatiques.

| Pos     | Classe  | no  | Écurie                                    | Pilotes                                                 | Châssis                                 | Pneus | Tours | Temps               |
| ------- | ------- | --- | ----------------------------------------- | ------------------------------------------------------- | --------------------------------------- | ----- | ----- | ------------------- |
| Pos     | Classe  | no  | Écurie                                    | Pilotes                                                 | Moteur                                  | Pneus | Tours | Temps               |
| 1       | GTP     | 25  | BMW M Team RLL                            | Connor De Phillippi Nick Yelloly                        | BMW M Hybrid V8                         | M     | 201   | 6 h 03 min 09 s 715 |
| 1       | GTP     | 25  | BMW M Team RLL                            | Connor De Phillippi Nick Yelloly                        | BMW P66/3 4,0 L V8 Turbo                | M     | 201   | 6 h 03 min 09 s 715 |
| 2       | GTP     | 31  | Whelen Engineering Racing Cadillac V-LMDh | Jack Aitken Pipo Derani Alexander Sims                  | Cadillac V-LMDh                         | M     | 201   | + 12 s 078          |
| 2       | GTP     | 31  | Whelen Engineering Racing Cadillac V-LMDh | Jack Aitken Pipo Derani Alexander Sims                  | Cadillac LMC55R 5,5 L V8 Atmo           | M     | 201   | + 12 s 078          |
| 3       | GTP     | 60  | Meyer Shank Racing w/ Curb Agajanian      | Tom Blomqvist Colin Braun                               | Acura ARX-06                            | M     | 201   | + 20 s 421          |
| 3       | GTP     | 60  | Meyer Shank Racing w/ Curb Agajanian      | Tom Blomqvist Colin Braun                               | Acura AR24e 2,4 L V6 Turbo              | M     | 201   | + 20 s 421          |
| 4       | GTP     | 5   | JDC Miller Motorsports                    | Tijmen van der Helm Mike Rockenfeller                   | Porsche 963                             | M     | 199   | + 2 tours           |
| 4       | GTP     | 5   | JDC Miller Motorsports                    | Tijmen van der Helm Mike Rockenfeller                   | Porsche 9RD 4,6 L V8 Turbo              | M     | 199   | + 2 tours           |
| 5       | GTP     | 01  | Cadillac Racing                           | Sébastien Bourdais Renger van der Zande                 | Cadillac V-LMDh                         | M     | 197   | + 4 tours           |
| 5       | GTP     | 01  | Cadillac Racing                           | Sébastien Bourdais Renger van der Zande                 | Cadillac LMC55R 5,5 L V8 Atmo           | M     | 197   | + 4 tours           |
| 6       | LMP2    | 04  | Crowdstrike Racing by APR                 | George Kurtz Ben Hanley Nolan Siegel (en)               | Oreca 07                                | M     | 196   | + 5 tours           |
| 6       | LMP2    | 04  | Crowdstrike Racing by APR                 | George Kurtz Ben Hanley Nolan Siegel (en)               | Gibson GK428 4,2 L V8 Atmo              | M     | 196   | + 5 tours           |
| 7       | LMP2    | 18  | Era Motorsport                            | Ryan Dalziel Dwight Merriman Christian Rasmussen        | Oreca 07                                | M     | 196   | + 5 tours           |
| 7       | LMP2    | 18  | Era Motorsport                            | Ryan Dalziel Dwight Merriman Christian Rasmussen        | Gibson GK428 4,2 L V8 Atmo              | M     | 196   | + 5 tours           |
| 8       | LMP2    | 52  | PR1/Mathiasen Motorsports                 | Paul-Loup Chatin Ben Keating Alex Quinn                 | Oreca 07                                | M     | 196   | + 5 tours           |
| 8       | LMP2    | 52  | PR1/Mathiasen Motorsports                 | Paul-Loup Chatin Ben Keating Alex Quinn                 | Gibson GK428 4,2 L V8 Atmo              | M     | 196   | + 5 tours           |
| 9       | LMP2    | 35  | TDS Racing                                | John Falb Giedo van der Garde Josh Pierson              | Oreca 07                                | M     | 195   | + 6 tours           |
| 9       | LMP2    | 35  | TDS Racing                                | John Falb Giedo van der Garde Josh Pierson              | Gibson GK428 4,2 L V8 Atmo              | M     | 195   | + 6 tours           |
| 10      | LMP2    | 8   | Tower Motorsports                         | Salih Yoluç Kyffin Simpson Will Stevens                 | Oreca 07                                | M     | 195   | + 6 tours           |
| 10      | LMP2    | 8   | Tower Motorsports                         | Salih Yoluç Kyffin Simpson Will Stevens                 | Gibson GK428 4,2 L V8 Atmo              | M     | 195   | + 6 tours           |
| 11      | LMP2    | 88  | AF Corse                                  | Luís Pérez Companc Lilou Wadoux Nicklas Nielsen         | Oreca 07                                | M     | 193   | + 8 tours           |
| 11      | LMP2    | 88  | AF Corse                                  | Luís Pérez Companc Lilou Wadoux Nicklas Nielsen         | Gibson GK428 4,2 L V8 Atmo              | M     | 193   | + 8 tours           |
| 12      | LMP3    | 74  | Riley                                     | Gar Robinson Felipe Fraga Josh Burdon (en)              | Ligier JS P320                          | M     | 189   | + 12 tours          |
| 12      | LMP3    | 74  | Riley                                     | Gar Robinson Felipe Fraga Josh Burdon (en)              | Nissan VK56DE 5,6 L V8 Atmo             | M     | 189   | + 12 tours          |
| 13      | LMP3    | 30  | Jr III Racing                             | Garett Grist Dakota Dickerson Dylan Murry               | Ligier JS P320                          | M     | 189   | + 12 tours          |
| 13      | LMP3    | 30  | Jr III Racing                             | Garett Grist Dakota Dickerson Dylan Murry               | Nissan VK56DE 5,6 L V8 Atmo             | M     | 189   | + 12 tours          |
| 14      | LMP3    | 17  | AWA                                       | Wayne Boyd Anthony Mantella Nicolás Varrone (es)        | Duqueine D08                            | M     | 189   | + 12 tours          |
| 14      | LMP3    | 17  | AWA                                       | Wayne Boyd Anthony Mantella Nicolás Varrone (es)        | Nissan VK56DE 5,6 L V8 Atmo             | M     | 189   | + 12 tours          |
| 15      | LMP3    | 36  | Andretti Autosport                        | Jarett Andretti (en) Gabby Chaves Glenn van Berlo (en)  | Ligier JS P320                          | M     | 188   | + 13 tours          |
| 15      | LMP3    | 36  | Andretti Autosport                        | Jarett Andretti (en) Gabby Chaves Glenn van Berlo (en)  | Nissan VK56DE 5,6 L V8 Atmo             | M     | 188   | + 13 tours          |
| 16      | LMP3    | 13  | AWA                                       | Matt Bell Orey Fidani Lars Kern                         | Duqueine D08                            | M     | 188   | + 13 tours          |
| 16      | LMP3    | 13  | AWA                                       | Matt Bell Orey Fidani Lars Kern                         | Nissan VK56DE 5,6 L V8 Atmo             | M     | 188   | + 13 tours          |
| 17      | LMP3    | 4   | Ave Motorsports                           | Seth Lucas Tõnis Kasemets Trenton Estep (en)            | Ligier JS P320                          | M     | 187   | + 14 tours          |
| 17      | LMP3    | 4   | Ave Motorsports                           | Seth Lucas Tõnis Kasemets Trenton Estep (en)            | Nissan VK56DE 5,6 L V8 Atmo             | M     | 187   | + 14 tours          |
| 18      | LMP3    | 33  | Sean Creech Motorsport                    | João Barbosa Lance Willsey Nico Pino                    | Ligier JS P320                          | M     | 187   | + 14 tours          |
| 18      | LMP3    | 33  | Sean Creech Motorsport                    | João Barbosa Lance Willsey Nico Pino                    | Nissan VK56DE 5,6 L V8 Atmo             | M     | 187   | + 14 tours          |
| 19      | LMP3    | 54  | MLT Motorsports                           | Jason Rabe Andrew Pinkerton Stevan McAleer (en)         | Ligier JS P320                          | M     | 185   | + 16 tours          |
| 19      | LMP3    | 54  | MLT Motorsports                           | Jason Rabe Andrew Pinkerton Stevan McAleer (en)         | Nissan VK56DE 5,6 L V8 Atmo             | M     | 185   | + 16 tours          |
| 20      | GTD     | 12  | Vasser Sullivan                           | Frankie Montecalvo Aaron Telitz Parker Thompson (en)    | Lexus RC F GT3                          | M     | 183   | + 18 tours          |
| 20      | GTD     | 12  | Vasser Sullivan                           | Frankie Montecalvo Aaron Telitz Parker Thompson (en)    | Toyota 2UR 5,0 L V8 Atmo                | M     | 183   | + 18 tours          |
| 21      | GTD Pro | 14  | Vasser Sullivan                           | Ben Barnicoat Jack Hawksworth                           | Lexus RC F GT3                          | M     | 183   | + 18 tours          |
| 21      | GTD Pro | 14  | Vasser Sullivan                           | Ben Barnicoat Jack Hawksworth                           | Toyota 2UR 5,0 L V8 Atmo                | M     | 183   | + 18 tours          |
| 22      | GTD Pro | 62  | Risi Competizione                         | Daniel Serra Davide Rigon                               | Ferrari 296 GT3                         | M     | 183   | + 18 tours          |
| 22      | GTD Pro | 62  | Risi Competizione                         | Daniel Serra Davide Rigon                               | Ferrari 3,0 L V6 Turbo                  | M     | 183   | + 18 tours          |
| 23      | GTD Pro | 3   | Corvette Racing                           | Antonio García Jordan Taylor                            | Chevrolet Corvette C8.R GTD             | M     | 183   | + 18 tours          |
| 23      | GTD Pro | 3   | Corvette Racing                           | Antonio García Jordan Taylor                            | Chevrolet 5,5 L V8 Atmo                 | M     | 183   | + 18 tours          |
| 24      | GTD Pro | 79  | WeatherTech Racing                        | Jules Gounon Daniel Juncadella                          | Mercedes-AMG GT3                        | M     | 183   | + 18 tours          |
| 24      | GTD Pro | 79  | WeatherTech Racing                        | Jules Gounon Daniel Juncadella                          | Mercedes-Benz M159 6,2 L V8 Atmo        | M     | 183   | + 18 tours          |
| 25      | GTD     | 1   | Paul Miller Racing                        | Bryan Sellers Madison Snow Corey Lewis                  | BMW M4 GT3                              | M     | 183   | + 18 tours          |
| 25      | GTD     | 1   | Paul Miller Racing                        | Bryan Sellers Madison Snow Corey Lewis                  | BMW S58B30T0 3,0 L i6 M TwinPower Turbo | M     | 183   | + 18 tours          |
| 26      | GTD     | 16  | Wright Motorsports                        | Ryan Hardwick Jan Heylen Zacharie Robichon              | Porsche 911 GT3 R                       | M     | 183   | + 18 tours          |
| 26      | GTD     | 16  | Wright Motorsports                        | Ryan Hardwick Jan Heylen Zacharie Robichon              | Porsche 4,2 L Flat Six Atmo             | M     | 183   | + 18 tours          |
| 27      | GTD     | 023 | Triarsi Competizione                      | Alessio Rovera Charlie Scardina Onofrio Triarsi         | Ferrari 296 GT3                         | M     | 183   | + 18 tours          |
| 27      | GTD     | 023 | Triarsi Competizione                      | Alessio Rovera Charlie Scardina Onofrio Triarsi         | Ferrari 3,0 L V6 Turbo                  | M     | 183   | + 18 tours          |
| 28      | GTD     | 66  | Gradient Racing                           | Katherine Legge Marc Miller (en) Sheena Monk            | Acura NSX GT3                           | M     | 183   | + 18 tours          |
| 28      | GTD     | 66  | Gradient Racing                           | Katherine Legge Marc Miller (en) Sheena Monk            | Acura 3,5 L V6 Turbo                    | M     | 183   | + 18 tours          |
| 29      | GTD Pro | 9   | Pfaff Motorsports                         | Klaus Bachler Patrick Pilet                             | Porsche 911 GT3 R                       | M     | 183   | + 18 tours          |
| 29      | GTD Pro | 9   | Pfaff Motorsports                         | Klaus Bachler Patrick Pilet                             | Porsche 4,2 L Flat Six Atmo             | M     | 183   | + 18 tours          |
| 30      | GTD     | 27  | Heart of Racing Team                      | Roman De Angelis (en) Ian James Marco Sørensen          | Aston Martin Vantage AMR GT3            | M     | 183   | + 18 tours          |
| 30      | GTD     | 27  | Heart of Racing Team                      | Roman De Angelis (en) Ian James Marco Sørensen          | Aston Martin 4,0 L V8 Turbo             | M     | 183   | + 18 tours          |
| 31      | GTD Pro | 23  | Heart of Racing Team                      | Ross Gunn (en) Alex Riberas                             | Aston Martin Vantage AMR GT3            | M     | 183   | + 18 tours          |
| 31      | GTD Pro | 23  | Heart of Racing Team                      | Ross Gunn (en) Alex Riberas                             | Aston Martin 4,0 L V8 Turbo             | M     | 183   | + 18 tours          |
| 32      | GTD     | 78  | Forte Racing Powered by USRT (en)         | Misha Goikhberg Loris Spinelli (pl) Patrick Liddy       | Lamborghini Huracán GT3 EVO2            | M     | 183   | + 18 tours          |
| 32      | GTD     | 78  | Forte Racing Powered by USRT (en)         | Misha Goikhberg Loris Spinelli (pl) Patrick Liddy       | Lamborghini 5,2 L V10 Atmo              | M     | 183   | + 18 tours          |
| 33      | GTD     | 93  | Racers Edge Motorsports with WTR          | Daniel Formal Ashton Harrison Kyle Marcelli (en)        | Acura NSX GT3                           | M     | 183   | + 18 tours          |
| 33      | GTD     | 93  | Racers Edge Motorsports with WTR          | Daniel Formal Ashton Harrison Kyle Marcelli (en)        | Acura 3,5 L V6 Turbo                    | M     | 183   | + 18 tours          |
| 34      | GTD     | 44  | Magnus Racing                             | Andy Lally John Potter Spencer Pumpelly                 | Aston Martin Vantage AMR GT3            | M     | 183   | + 18 tours          |
| 34      | GTD     | 44  | Magnus Racing                             | Andy Lally John Potter Spencer Pumpelly                 | Aston Martin 4,0 L V8 Turbo             | M     | 183   | + 18 tours          |
| 35      | GTD     | 92  | Kellymoss with Riley                      | David Brule Alec Udell (en) Julien Andlauer             | Porsche 911 GT3 R                       | M     | 183   | + 18 tours          |
| 35      | GTD     | 92  | Kellymoss with Riley                      | David Brule Alec Udell (en) Julien Andlauer             | Porsche 4,2 L Flat Six Atmo             | M     | 183   | + 18 tours          |
| 36 Abd. | LMP3    | 85  | JDC Miller Motorsports                    | Till Bechtolsheimer Dan Goldburg Rasmus Lindh (en)      | Duqueine D08                            | M     | 182   | + 19 tours          |
| 36 Abd. | LMP3    | 85  | JDC Miller Motorsports                    | Till Bechtolsheimer Dan Goldburg Rasmus Lindh (en)      | Nissan VK56DE 5,6 L V8 Atmo             | M     | 182   | + 19 tours          |
| 37      | GTD     | 77  | Wright Motorsports                        | Alan Brynjolfsson Trent Hindman Maxwell Root            | Porsche 911 GT3 R                       | M     | 182   | + 19 tours          |
| 37      | GTD     | 77  | Wright Motorsports                        | Alan Brynjolfsson Trent Hindman Maxwell Root            | Porsche 4,2 L Flat Six Atmo             | M     | 182   | + 19 tours          |
| 38      | GTD     | 32  | Team Korthoff Motorsports                 | Mikaël Grenier Kenton Koch (en) Mike Skeen (en)         | Mercedes-AMG GT3                        | M     | 182   | + 19 tours          |
| 38      | GTD     | 32  | Team Korthoff Motorsports                 | Mikaël Grenier Kenton Koch (en) Mike Skeen (en)         | Mercedes-Benz M159 6,2 L V8 Atmo        | M     | 182   | + 19 tours          |
| 39      | LMP2    | 11  | TDS Racing                                | Scott Huffaker (en) Mikkel Jensen Steven Thomas         | Oreca 07                                | M     | 182   | + 19 tours          |
| 39      | LMP2    | 11  | TDS Racing                                | Scott Huffaker (en) Mikkel Jensen Steven Thomas         | Gibson GK428 4,2 L V8 Atmo              | M     | 182   | + 19 tours          |
| 40      | GTD     | 96  | Turner Motorsport                         | Patrick Gallagher (en) Robby Foley Michael Dinan (en)   | BMW M4 GT3                              | M     | 182   | + 19 tours          |
| 40      | GTD     | 96  | Turner Motorsport                         | Patrick Gallagher (en) Robby Foley Michael Dinan (en)   | BMW S58B30T0 3,0 L i6 M TwinPower Turbo | M     | 182   | + 19 tours          |
| 41      | GTD     | 80  | AO Racing                                 | P.J. Hyett (en) Gunnar Jeannette Sebastian Priaulx (en) | Porsche 911 GT3 R                       | M     | 182   | + 19 tours          |
| 41      | GTD     | 80  | AO Racing                                 | P.J. Hyett (en) Gunnar Jeannette Sebastian Priaulx (en) | Porsche 4,2 L Flat Six Atmo             | M     | 182   | + 19 tours          |
| 42      | GTD     | 70  | Inception Racing                          | Brendan Iribe Ollie Millroy Frederik Schandorff         | McLaren 720S GT3                        | M     | 182   | + 19 tours          |
| 42      | GTD     | 70  | Inception Racing                          | Brendan Iribe Ollie Millroy Frederik Schandorff         | McLaren M840T 4,0 l V8 Bi-Turbo         | M     | 182   | + 19 tours          |
| 43      | GTD     | 83  | Iron Dames                                | Doriane Pin Rahel Frey Michelle Gatting                 | Lamborghini Huracán GT3 EVO2            | M     | 182   | + 19 tours          |
| 43      | GTD     | 83  | Iron Dames                                | Doriane Pin Rahel Frey Michelle Gatting                 | Lamborghini 5,2 L V10 Atmo              | M     | 182   | + 19 tours          |
| 44      | GTD     | 91  | Kellymoss with Riley                      | Jaxon Evans Alan Metni (en) Kay van Berlo               | Porsche 911 GT3 R                       | M     | 181   | + 20 tours          |
| 44      | GTD     | 91  | Kellymoss with Riley                      | Jaxon Evans Alan Metni (en) Kay van Berlo               | Porsche 4,2 L Flat Six Atmo             | M     | 181   | + 20 tours          |
| 45 Abd. | GTD Pro | 95  | Turner Motorsport                         | Bill Auberlen Chandler Hull John Edwards                | BMW M4 GT3                              | M     | 179   | Accident            |
| 45 Abd. | GTD Pro | 95  | Turner Motorsport                         | Bill Auberlen Chandler Hull John Edwards                | BMW S58B30T0 3,0 L i6 M TwinPower Turbo | M     | 179   | Accident            |
| 46 Abd. | GTP     | 10  | Konica Minolta Acura ARX-06               | Filipe Albuquerque Louis Delétraz Ricky Taylor          | Acura ARX-06                            | M     | 176   | Problème mécanique  |
| 46 Abd. | GTP     | 10  | Konica Minolta Acura ARX-06               | Filipe Albuquerque Louis Delétraz Ricky Taylor          | Acura AR24e 2,4 L V6 Turbo              | M     | 176   | Problème mécanique  |
| 47 Abd. | GTD     | 47  | Cetilar Racing                            | Antonio Fuoco Roberto Lacorte Giorgio Sernagiotto       | Ferrari 296 GT3                         | M     | 158   | Problème mécanique  |
| 47 Abd. | GTD     | 47  | Cetilar Racing                            | Antonio Fuoco Roberto Lacorte Giorgio Sernagiotto       | Ferrari 3,0 L V6 Turbo                  | M     | 158   | Problème mécanique  |
| 48 Abd. | GTD Pro | 61  | AF Corse                                  | Simon Mann Miguel Molina Ulysse de Pauw (en)            | Ferrari 296 GT3                         | M     | 134   | Problème mécanique  |
| 48 Abd. | GTD Pro | 61  | AF Corse                                  | Simon Mann Miguel Molina Ulysse de Pauw (en)            | Ferrari 3,0 L V6 Turbo                  | M     | 134   | Problème mécanique  |
| 49 Abd. | LMP3    | 38  | Performance Tech Motorsports              | Christopher Allen Connor Bloum Alex Kirby               | Ligier JS P320                          | M     | 109   | Accident            |
| 49 Abd. | LMP3    | 38  | Performance Tech Motorsports              | Christopher Allen Connor Bloum Alex Kirby               | Nissan VK56DE 5,6 L V8 Atmo             | M     | 109   | Accident            |
| 50 Abd. | GTD Pro | 63  | Iron Lynx                                 | Andrea Caldarelli Jordan Pepper                         | Lamborghini Huracán GT3 EVO2            | M     | 108   | Accident            |
| 50 Abd. | GTD Pro | 63  | Iron Lynx                                 | Andrea Caldarelli Jordan Pepper                         | Lamborghini 5,2 L V10 Atmo              | M     | 108   | Accident            |
| 51 Abd. | GTD     | 42  | NTE Sport                                 | Jaden Conwrightt Luke Berkeley Rob Ferriol              | Lamborghini Huracán GT3 EVO2            | M     | 105   | Accident            |
| 51 Abd. | GTD     | 42  | NTE Sport                                 | Jaden Conwrightt Luke Berkeley Rob Ferriol              | Lamborghini 5,2 L V10 Atmo              | M     | 105   | Accident            |
| 52      | GTP     | 7   | Porsche Team Penske                       | Matt Campbell Felipe Nasr                               | Porsche 963                             | M     | 100   | + 101 tours         |
| 52      | GTP     | 7   | Porsche Team Penske                       | Matt Campbell Felipe Nasr                               | Porsche 9RD 4,6 L V8 Turbo              | M     | 100   | + 101 tours         |
| 53 Abd. | LMP2    | 20  | High Class Racing                         | Mark Kvamme Ed Jones Anders Fjordbach                   | Oreca 07                                | M     | 60    | Problème mécanique  |
| 53 Abd. | LMP2    | 20  | High Class Racing                         | Mark Kvamme Ed Jones Anders Fjordbach                   | Gibson GK428 4,2 L V8 Atmo              | M     | 60    | Problème mécanique  |
| 54 Abd. | GTD     | 57  | Winward Racing                            | Russell Ward (en) Raffaele Marciello Indy Dontje (en)   | Mercedes-AMG GT3                        | M     | 32    | Problème mécanique  |
| 54 Abd. | GTD     | 57  | Winward Racing                            | Russell Ward (en) Raffaele Marciello Indy Dontje (en)   | Mercedes-Benz M159 6,2 L V8 Atmo        | M     | 32    | Problème mécanique  |
| 55 Abd. | LMP2    | 51  | Rick Ware Racing                          | Devlin DeFrancesco Pietro Fittipaldi Eric Lux           | Oreca 07                                | M     | 7     | Moyeu de roue       |
| 55 Abd. | LMP2    | 51  | Rick Ware Racing                          | Devlin DeFrancesco Pietro Fittipaldi Eric Lux           | Gibson GK428 4,2 L V8 Atmo              | M     | 7     | Moyeu de roue       |
| 56 Abd. | GTP     | 24  | BMW M Team RLL                            | Philipp Eng Augusto Farfus                              | BMW M Hybrid V8                         | M     |       | Crash               |
| 56 Abd. | GTP     | 24  | BMW M Team RLL                            | Philipp Eng Augusto Farfus                              | BMW P66/3 4,0 L V8 Turbo                | M     |       | Crash               |
| 57      | GTP     | 6   | Porsche Team Penske                       | Mathieu Jaminet Nick Tandy                              | Porsche 963                             | M     | 201   | Pénalité            |
| 57      | GTP     | 6   | Porsche Team Penske                       | Mathieu Jaminet Nick Tandy                              | Porsche 9RD 4,6 L V8 Turbo              | M     | 201   | Pénalité            |

1. ↑  La voiture n°6 de l'écurie Porsche Team Penske a été pénalisée à la suite des contrôles techniques effectués après la course. Le bloc de bois sous la voiture était en dessous du minimum fixé par le règlement technique[5].

## Pole position et record du tour
- Pole position :  Loris Spinelli (pl) (#78 Forte Racing Powered by USRT) en 1 min 44 s 430
- Meilleur tour en course :  Jack Aitken (#31 Whelen Engineering Racing Cadillac V-LMDh) en 1 min 33 s 028

## Tours en tête
- no 6 Porsche 963 - Porsche Team Penske :  76 tours (1-19 / 58-86 / 102-121 / 173-176 / 198-201)[6]
- no 7 Porsche 963 - Porsche Team Penske :  35 tours (20-54)
- no 60 Acura ARX-06 - Meyer Shank Racing :  10 tours (55-57 / 87-91 / 153-154)
- no 31 Cadillac V-LMDh - Whelen Engineering Racing Cadillac V-LMDh :  41 tours (92-101 / 122-152)
- no 25 BMW M Hybrid V8 - BMW M Team RLL :  39 tours (155-172 / 122-152 / 177-197)

## À noter
- Longueur du circuit : 3,4 mi
- Distance parcourue par les vainqueurs :  683,4 mi